# Лінійна інтерполяція

Для заданих двох червоних точок, синя лінія — лінійний інтерполянт між ними, і значення y в x можна знайти через лінійну інтерполяцію

Лінійна інтерполяція функції (сині прямі).

Лінійна інтерполяція — це інтерполяція функції f алгебраїчним двочленом P1(x) = kx + c у точках x0 та x1, які належать відрізку [a, b].

## Геометрична інтерпретація
З геометричної точки зору це означає заміну функції {\displaystyle f} прямою,яка проходить через точки {\displaystyle (x_{0},f(x_{0}))} та {\displaystyle (x_{1},f(x_{1}))}.
Рівняння такої прямої має вигляд:
{\displaystyle {\frac {y-f(x_{0})}{f(x_{1})-f(x_{0})}}={\frac {x-x_{0}}{x_{1}-x_{0}}}}
звідси для {\displaystyle x\in [x_{0},x_{1}]} маємо:
{\displaystyle f(x)\approx y=P_{1}(x)=f(x_{0})+{\frac {f(x_{1})-f(x_{0})}{x_{1}-x_{0}}}(x-x_{0})}
Це і є формула лінійної інтерполяції, причому 
{\displaystyle f(x)=P_{1}(x)+R_{1}(x)\quad ,}
де {\displaystyle R_{1}(x)} — похибка формули, яка обчислюється за формулою:
{\displaystyle R_{1}(x)={\frac {f''(\psi )}{2}}(x-x_{0})(x-x_{1}),\quad \psi \in [x_{0},x_{1}]}
Для неї є справедливою наступна оцінка:
{\displaystyle |R_{1}(x)|\leqslant {\frac {M_{2}}{2}}\max |(x-x_{0})(x-x_{1})|={\frac {M_{2}h^{2}}{8}},\quad M_{2}=\max _{[a,b]}|f''(x)|,\quad h=x_{1}-x_{0}.}